# L852i
FOMA L852i（フォーマ エル はち ご に アイ）は、ファッションブランドのプラダとLGエレクトロニクスによって共同開発された、NTTドコモの第三世代携帯電話（FOMA）端末である。日本国内でPRADA Phone by LG（プラダフォン バイ エルジー）のブランド名で販売される。

## 概要
イタリアの高級ファッションブランド、プラダとLGエレクトロニクスが開発段階から、共同作業で開発された。プラダの高級感と全面タッチパネルがこの端末の最大の特徴である。
2007年にGSM専用端末として日本国外で発売された初代The PRADA Phone by LGのKE850を、W-CDMA対応にし、日本のNTTドコモ向けにアレンジした。ドコモ向けにiモードやiチャネル、ケータイお探しサービスに対応させた他、L705iXと同様、下り最大7.2MbpsのFOMAハイスピードに対応する。（ただし、Music&Videoチャネルは音声のみ）。メインカメラはドイツのシュナイダー・クロイツナッハ社公認のレンズを使った、約200万画素CMOSのものが搭載される。また、テレビ電話用の30万画素CMOSのサブカメラが追加された。外部メモリーはmicroSD（2GBまで：ドコモ発表）対応。赤外線通信にも対応している。また、LG製ドコモ向け端末としては初めてフルブラウザに対応している。
ベース機種より、GSM方式の通信やBluetoothは非対応になった。また、同時期に発売されたドコモの端末と比較して、おサイフケータイには対応しない他、L705iXには対応されていたワンセグもこの端末は非対応である。
なお、当然のことながらプラダの店では販売されず、ドコモショップや家電量販店などで販売される。特製のボックスに専用のレザーケースと、スタイラスペン付ストラップ、液晶クリーナーが付属する。
2008年11月27日にアジアでは日本限定となる新色「Silver」の発売が発表され、同年12月19日に発売（Silverでは、裏側に書かれてあるドコモのロゴ文字も変更された 【NTT DoCoMo→NTT docomo】。ただし、Blackは旧ロゴのまま）。
| 主な対応サービス           | 主な対応サービス                      | 主な対応サービス                | 主な対応サービス                                |
| -------------------------- | ------------------------------------- | ------------------------------- | ----------------------------------------------- |
| DCMX／おサイフケータイ     | うた・ホーダイ                        | 着うたフル／着うた              | デジタルオーディオプレーヤー(AAC)(SDオーディオ) |
| 直感ゲーム／メガiアプリ※1  | Music&Videoチャネル※2／ビデオクリップ | GSM／3Gローミング（WORLD WING） | プッシュトーク                                  |
| FOMAハイスピード※3         | GPS／ケータイお探し                   | デコメール／デコメ絵文字        | iチャネル                                       |
| 着もじ                     | テレビ電話／キャラ電                  | 電話帳お預かりサービス          | フルブラウザ                                    |
| おまかせロック／バイオ認証 | 外部メモリーへiモードコンテンツ移行   | トルカ                          | iC通信                                          |
| きせかえツール／マチキャラ | バーコードリーダ／名刺リーダ          | 2in1                            | エリアメール                                    |

※1 - 500kBのiアプリ対応。
※2 - 音声番組のみ対応。
※3 - 下り最大7.2Mbps対応。

### プリインストールiアプリ
- 脳オン
- FOMA通信環境確認アプリ
- Gガイド番組表リモコン

### 価格
- 2008年6月1日、docomoの携帯端末として非常に高い価格設定で発売された。バリューコースでの購入の場合、総額94,500円の端末代金である。携帯代金とともに請求される「分割払い」の場合、店頭での頭金31,500円に加え、残額63,000円を月額2,625円×24回(ヶ月)の分割払いであった。同時期発売のdocomo最上位モデルである906iシリーズの販売価格は5万円台中盤であり、これと比較しても価格設定の高さがうかがえる。[1]
- 2008年後半には、通称「PRADAフォン割」と呼ばれる機種限定割引が行われた。これは、L852iに限って価格を値引くサービスであり、ドコモショップ等の販売店での実施が確認されている。値引き額は、21000円(2008年後半から)、42000円(2009年前半から)、63420円(2009年後半)など時期や地域によって異なる。[2]
- 2009年11月には、mova利用者に対して5000ポイントでの契約変更の販売がダイレクトメールにて告知された。"ドコモFOMAお取替えサービスセンター"(電話)を通じて、2009年12月7日までの期間限定販売であり、先着15000名までの限定数の販売であった。5000ポイントに不足する金額分は後日利用料金とともに請求を受けることと定められている。

### その他
- 「Lifekit」にも2種類のゲーム（グラウンドゴルフ・間違い探し）が内蔵されている。iアプリと違いこちらはタッチ操作に対応している。

## 歴史
- 2008年3月4日 - 技術基準適合証明（TELEC）通過。
- 2008年3月11日 - 電気通信端末機器審査協会（JATE）通過。
- 2008年5月8日 - LG電子がNTTドコモ向けのPRADA Phone by LG（L852i）を発表。
- 2008年5月9日 - ドコモが開発と販売をすることを発表。
- 2008年6月1日 - 販売開始
- 2008年11月27日 - ドコモが新色「Silver」の日本発売を発表。
- 2008年12月19日 - 新色「Silver」が発売開始。